# نینوهه، ایواته
نینوهه در استان ایواته در کشور ژاپن  واقع شده‌است  که دارای جمعیت ۳۰٬۶۸۵ نفر و مساحت ۴۲۰٫۳۱ کیلومتر مربع با تراکم جمعیت ۷۳٫۰  نفر در کیلومترمربع است و در تاریخ ۱ ژانویه ۲۰۰۶ به عنوان شهر شناخته شد.